# Ламский
посёлок Ламский, городок Ламский ЛПХ, ранее Ламский леспромхоз — микрорайон посёлка Сергино в Октябрьском районе Ханты-Мансийского автономного округа — Югры Российской Федерации). Входит как населённый пункт в состав сельского поселения Сергино, согласно п.4 Устава поселения («4. В границах поселения находятся населенные пункты: посёлок Сергино, микрорайон Ламский»).

## География
Расположен в левобережье Оби, на протоке Каремпосл, к северу от пос. Сергино, примерно в 10 км к югу от Приобья и в 33 км к северу от Нягани.

### Климат
Климат резко континентальный, зима суровая, с сильными ветрами и метелями, продолжающаяся семь месяцев. Лето относительно тёплое, но быстротечное.

## История
Возник в связи с заготовкой и переработкой древесины.
На гербе сельского поселения Сергино отображены предприятия лесной промышленности Северный леспромхоз, Курганский леспромхоз, Ламский леспромхоз (заготовка древесины, производство пиломатериалов) символически отражены стоящими в ряд елями с переплетенными корнями, символизирующими единство предприятий лесной отрасли, сплетение судеб работников данных предприятий.
В Постановлении Правительства Ханты-Мансийского АО — Югры от 20 декабря 2021 г. N 575-п "О внесении изменений в приложение к постановлению Правительства Ханты-Мансийского автономного округа — Югры от 14 декабря 2020 года N 566-п "О программе Ханты-Мансийского автономного округа — Югры «Модернизация первичного звена здравоохранения»
упоминается «п. Сергино (старое название Ламский)».

## Инфраструктура
Газифицирован.
Фельдшерско-акушерский пункт.

## Транспорт
Автобусное сообщение. Остановка общественного транспорта «Ламский».